# 锰化合物
锰化合物是锰（Mn）元素形成的化合物，在这些化合物中，锰元素呈现出不同价态。

## 锰的卤化物和卤素配合物

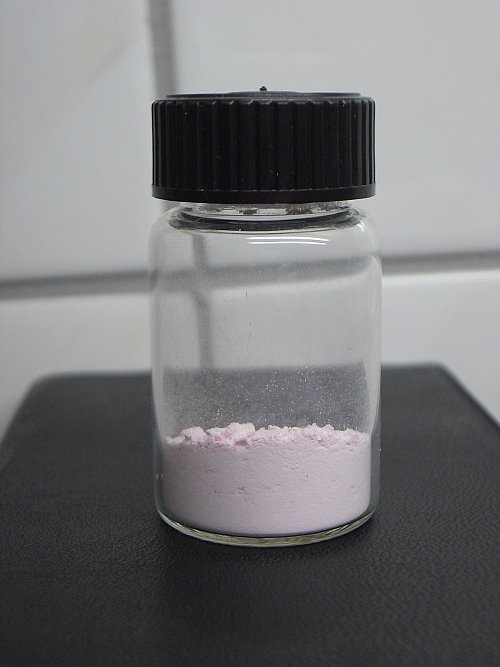
氯化锰固体，它呈现出Mn^{2+}的特征粉色

二价锰的四种卤化物（MnX2，X=F, Cl, Br, I）均为粉色的固体，它们可以形成无水物和多种水合物。其中，氯化锰可由二氧化锰（软锰矿的主要成分）和盐酸反应制得。
三价和四价锰的简单氟化物也是已知的，三氟化锰可由氟化锰和氟气进一步反应制得，四氟化锰则可由六氟合锰(IV)酸钾与五氟化锑反应得到：
K2MnF6 + 2 SbF5 → MnF4 + 2 KSbF6
反应中所用的六氟合锰(IV)酸钾可由高锰酸钾还原制得：
2 KMnO4 + 2 KF + 10 HF + 3 H2O2 → 2 K2MnF6 + 8 H2O + 3 O2

## 锰的氧化物、氢氧化物和硫属化物
锰存在多种氧化物，如MnO、MnO2、Mn2O7等。锰的氧化物和氢氧化物可用作电化学材料。
硫化锰可由硫化铵和氯化锰在溶液中反应制得。它存在α、β和γ三种晶型。二硫化锰由Mn2+和S22−构成，具有黄铁矿结构。

## 有机锰化合物
参见：有机锰化合物
锰的羰基化合物是一类常见的有机锰化合物，例如，十羰基二锰（Mn2(CO)10）可由卤化锰的还原羰基化制得，它可用于合成其它锰的羰基配合物。它是有机反应中的重要试剂。
锰还能形成RMnX、R2Mn、MMnR3、M2MnR4等烃基配合物。